# Aqualung Live
| Críticas profissionais | Críticas profissionais |
| Avaliações da crítica  | Avaliações da crítica  |
| Fonte                  | Avaliação              |
| ---------------------- | ---------------------- |
| Allmusic               | 3.5 de 5 estrelas.     |

Aqualung Live é um álbum ao vivo da banda de rock britânica Jethro Tull. Gravado em 23 de novembro de 2004 diante de uma platéia de 40 convidados no XM Studios em Washington, D.C., foi lançado pela gravadora Fuel 2000 em 19 de setembro de 2005.
O álbum foi distribuído gratuitamente junto com os ingressos de quase todos os shows da turnê pelos Estados Unidos em outubro e novembro de 2005. Já na Europa, os lucros obtidos com as vendas foram doados para diversas instituições de caridade em prol dos sem-teto.

## Faixas
1. "Aqualung" – 7:56
2. "Cross-Eyed Mary" – 4:34
3. "Cheap Day Return" – 1:21
4. "Mother Goose" – 5:39
5. "Wond'ring Aloud" – 2:00
6. "Up to Me" – 3:35
7. "My God" – 8:27
8. "Hymn 43" – 4:22
9. "Slipstream" – 0:59
10. "Locomotive Breath" – 5:19
11. "Wind-Up" – 6:40
12. Riffs - Another Monkey – 1:27
13. Recording the Original – 2:05
14. Choosing My Words with Care – 1:17
15. Hummmmmm 43 – 0:35
16. A Different Kettle of Very Different Fish – 1:02
17. But is It Any Good? – 1:42